# Brugwachter

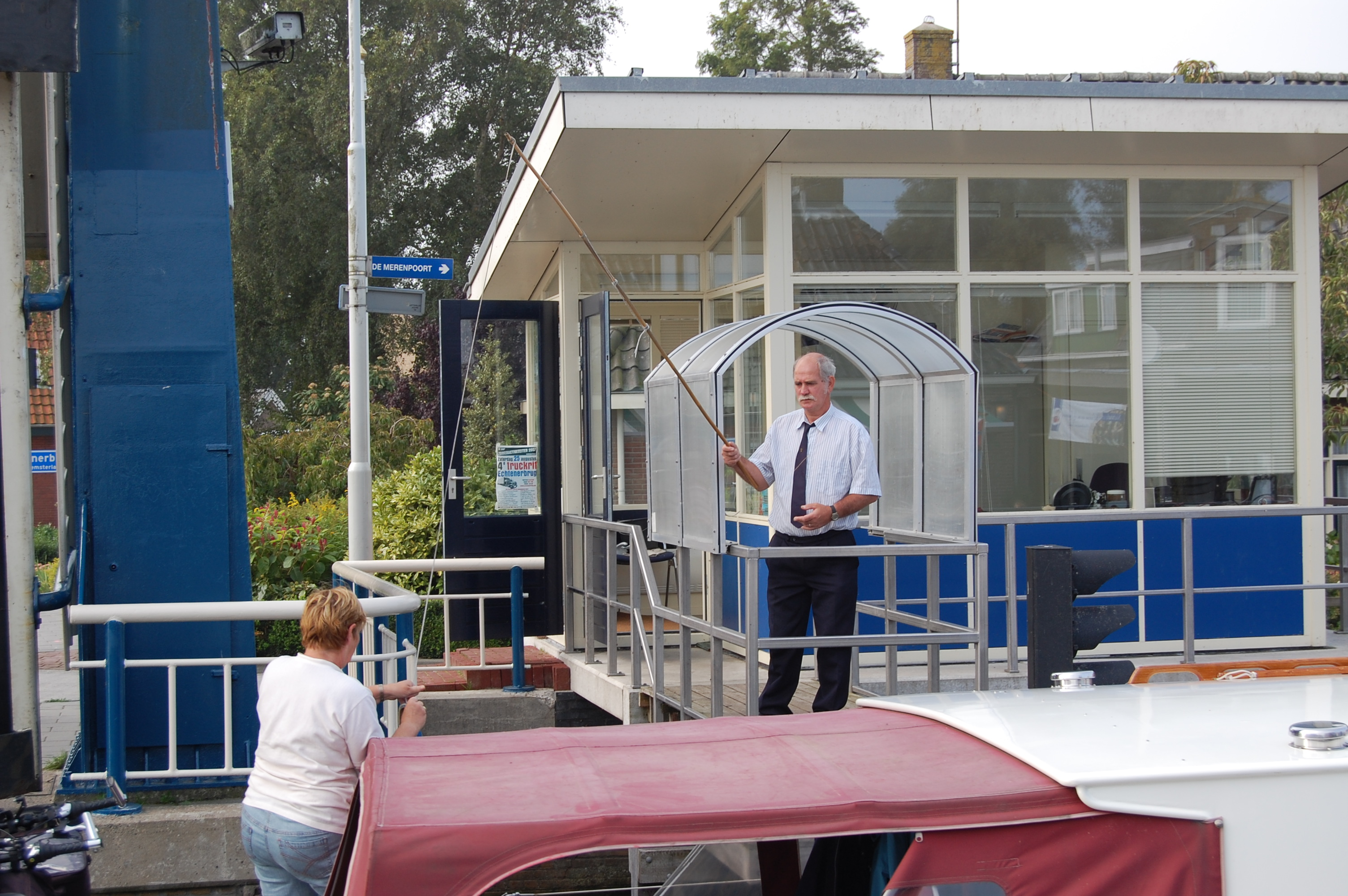
Brugwachter

Een brugwachter is een persoon die belast is met het bedienen van een beweegbare brug. Hij of zij is verantwoordelijk voor het op tijd openen van de brug voor de te passeren schepen. Een brugwachter dient er rekening mee te houden dat het openen en sluiten van een brug veilig gebeurt, zowel voor het scheepvaartverkeer als het weg- of spoorverkeer. Ook int een brugwachter het bruggeld dat schippers moeten betalen om de brug te kunnen passeren. Hiervoor gooit hij met een hengel een klomp naar de schipper, waarin deze het bruggeld kan doen. Hierna haalt de brugwachter de klomp terug om het geld te innen. 
Tegenwoordig (begin 21ste eeuw) zijn bruggen vaak uitgerust met camera's en wordt de bediening van een brug vanaf een centraal punt uitgevoerd, waarbij de brugwachter op monitoren de situatie van een afstand observeert. Eén brugwachter kan op deze manier meerdere bruggen bedienen.
Door deze automatisering is het aantal mensen die het beroep brugwachter uitvoeren verminderd.
Een gerelateerd beroep is dat van sluiswachter.